# Thelypodiopsis wootonii
Thelypodiopsis wootonii är en korsblommig växtart som först beskrevs av Benjamin Lincoln Robinson, och fick sitt nu gällande namn av Reed Clark Rollins. Thelypodiopsis wootonii ingår i släktet Thelypodiopsis och familjen korsblommiga växter.

## Underarter
Arten delas in i följande underarter:
- T. w. parviflora
- T. w. wootonii